# Little Wenham
Little Wenham är en by i civil parish Wenham Parva, i distriktet Babergh, i grevskapet Suffolk, i England. Byn är belägen 9 km från Ipswich. Byn nämndes i Domedagsboken (Domesday Book) år 1086, och kallades då Wenham.